# Yoandri Betanzos
Yoandri Betanzos Francis (Santiago di Cuba, 15 febbraio 1982) è un triplista cubano.

## Palmarès
| Anno | Manifestazione      | Sede           | Evento       | Risultato | Prestazione | Note                          |
| ---- | ------------------- | -------------- | ------------ | --------- | ----------- | ----------------------------- |
| 2003 | Giochi panamericani | Santo Domingo  | Salto triplo | Oro       | 17,26 m     |                               |
| 2003 | Mondiali            | Parigi         | Salto triplo | Argento   | 17,28 m     |                               |
| 2004 | Giochi olimpici     | Atene          | Salto triplo | 4º        | 17,47 m     |                               |
| 2005 | Mondiali            | Helsinki       | Salto triplo | Argento   | 17,42 m     |                               |
| 2007 | Giochi panamericani | Rio de Janeiro | Salto triplo | Bronzo    | 16,90 m     |                               |
| 2007 | Mondiali            | Osaka          | Salto triplo | 20º (q)   | 16,54 m     |                               |
| 2009 | Campionati CAC      | L'Avana        | Salto triplo | Argento   | 17,24 m     |                               |
| 2009 | Mondiali            | Berlino        | Salto triplo | 17º (q)   | 16,67 m     |                               |
| 2010 | Mondiali indoor     | Doha           | Salto triplo | Argento   | 17,69 m     | Miglior prestazione personale |
| 2011 | Mondiali            | Taegu          | Salto triplo | 11º       | 16,67 m     |                               |
| 2011 | Giochi panamericani | Guadalajara    | Salto triplo | Argento   | 16,54 m     |                               |
| 2012 | Giochi olimpici     | Londra         | Salto triplo | 23º       | 16,22 m     |                               |